# Der Opfer-Tod
Der Opfer-Tod ist ein dreiaktiges Schauspiel von August von Kotzebue, als Buch publiziert im Jahr 1798. Obwohl das Drama auf der Bühne „wenig Glück“ hatte, hielt der Autor es für eines seiner besten und interessantesten Stücke. Die Uraufführung fand bereits 1796 in Berlin statt. Bis 1805 lagen Übersetzungen ins Niederländische, Englische, Polnische, Russische, Ungarische und Neugriechische vor.

## Handlung
Robert Maxwell ist unverschuldet in finanzielle Not geraten. Sein Haushalt löst sich auf, nur eine Bedienstete ist treu geblieben. Seine Frau, sein Sohn und seine alte blinde Mutter leiden Hunger. Die Hilfe seines alten Freundes Malwyn, der großen Jugendliebe seiner Frau, lehnt er ab, ebenso wie viele Angebote, unmoralisch Geld zu verdienen.
Schließlich treiben ihn die Not sowie seine moralischen Vorstellungen dazu, eine Arbeit in Ostindien anzunehmen. Er plant, Frau und Familie in der Obhut von Malwyn zu lassen, seine Frau vom Eheversprechen zu entbinden, und auf immer (oder zumindest für lange Zeit) nach Ostindien zu gehen. So hätte er seine Ehre und seine Familie gerettet.
Seine Frau Arabella will nichts davon wissen und hält seine Moralvorstellungen für überzogen. Sie ist zwar ebenfalls moralisch, aber sie kann die Selbstaufgabe ihres Mannes nicht akzeptieren, wenn doch Hilfe bereitwillig angeboten wird. Sie will ihm überallhin folgen, auch gegen seinen Willen. Robert fasst dann einen Entschluss: Er will in den Tod gehen – dorthin kann sie ihm nicht folgen wegen ihres Sohns.
Arabella und Malwyn sind gerade dabei, eine List zu ersinnen, wie Robert geholfen werden kann, ohne dass er es merkt. Da trifft die Nachricht ein, dass sich Robert in die Themse gestürzt hat. Er kann aber wiederbelebt werden und wird von seinem Retter adoptiert, anstelle von dessen Sohn, der ertrunken ist.

## Soziale Themen
Kotzebue greift in diesem Text einige soziale Themen auf:
- Er beschreibt die Armut und die Schwierigkeit, ehrliche Arbeit zu finden.
- Er zeigt eine Vielzahl von unmoralischen Charakteren, die Geld haben und erwerben können, offensichtlich ungestört von Moral und Justiz. Auch die Not des Protagonisten stammt aus dem betrügerischen Konkurs eines Handelspartners.
- Ein jüdischer Geldverleiher fordert von Robert Maxwell die Schulden ein. Als er aber sieht, in welchem Zustand Maxwell sich befindet, zerreißt er den Wechsel und bietet Maxwell sogar Geld für Essen an. Inmitten der unmoralischen Christen setzt der Jude hier ein Zeichen für Nächstenliebe. Er gehört neben der jüdischen Figur in Kotzebues Dreiakter Das Kind der Liebe[4] (1790) zu den „großmütigen, barmherzigen und opferwilligen jüdischen Randfiguren“[5] des Autors.

## Erzählweise
Kotzebue verwendet besonders am Anfang einen Kunstgriff, um zu zeigen, wie weit die Protagonisten gesunken sind: Die blinde alte Mutter glaubt, dass noch die alten Verhältnisse herrschen. So sitzt sie in einem mittlerweile fast leeren Zimmer, verlangt nach Dienstboten, die schon längst fort sind, und nach Waren und Dienstleistungen, die mittlerweile unerschwinglich sind.
Kotzebue fügt Doppeldeutigkeiten ein: Die Mutter fordert, dass man einen Dienstboten entlässt, der nie auf ihre Wünsche reagiert, Robert Maxwell antwortet, dass der Dienstbote weg sei, zusammen mit Wertgegenständen. Das entspricht der Wahrheit, führt aber zu unterschiedlichen Interpretationen:
- Die Mutter hält die Unzuverlässigkeit des Dienstboten für die Ursache, und Diebstahl und Entlassung für die Folge.
- Der Leser/Zuschauer weiß, dass Entlassung und ausstehende Lohnzahlung die Ursache waren für den Diebstahl und den Weggang.